# Boletus edulis
Boletus edulis é um fungo que pertence ao gênero de cogumelos Boletus na ordem Boletales. Amplamente distribuída no Hemisfério Norte, em toda a Europa, Ásia e América do Norte, a espécie não ocorre naturalmente no hemisfério sul, apesar de ter sido introduzida na África Austral, Austrália e Nova Zelândia. É um cogumelo comestível.

## Em Portugal
Conhecida pelos portugueses como míscaro ou tortulho, a espécie Boletus edulis vive associada exclusivamente a árvores adultas, em pinhais, soutos, carvalhais e montados de sobro ou azinho.

## Galeria

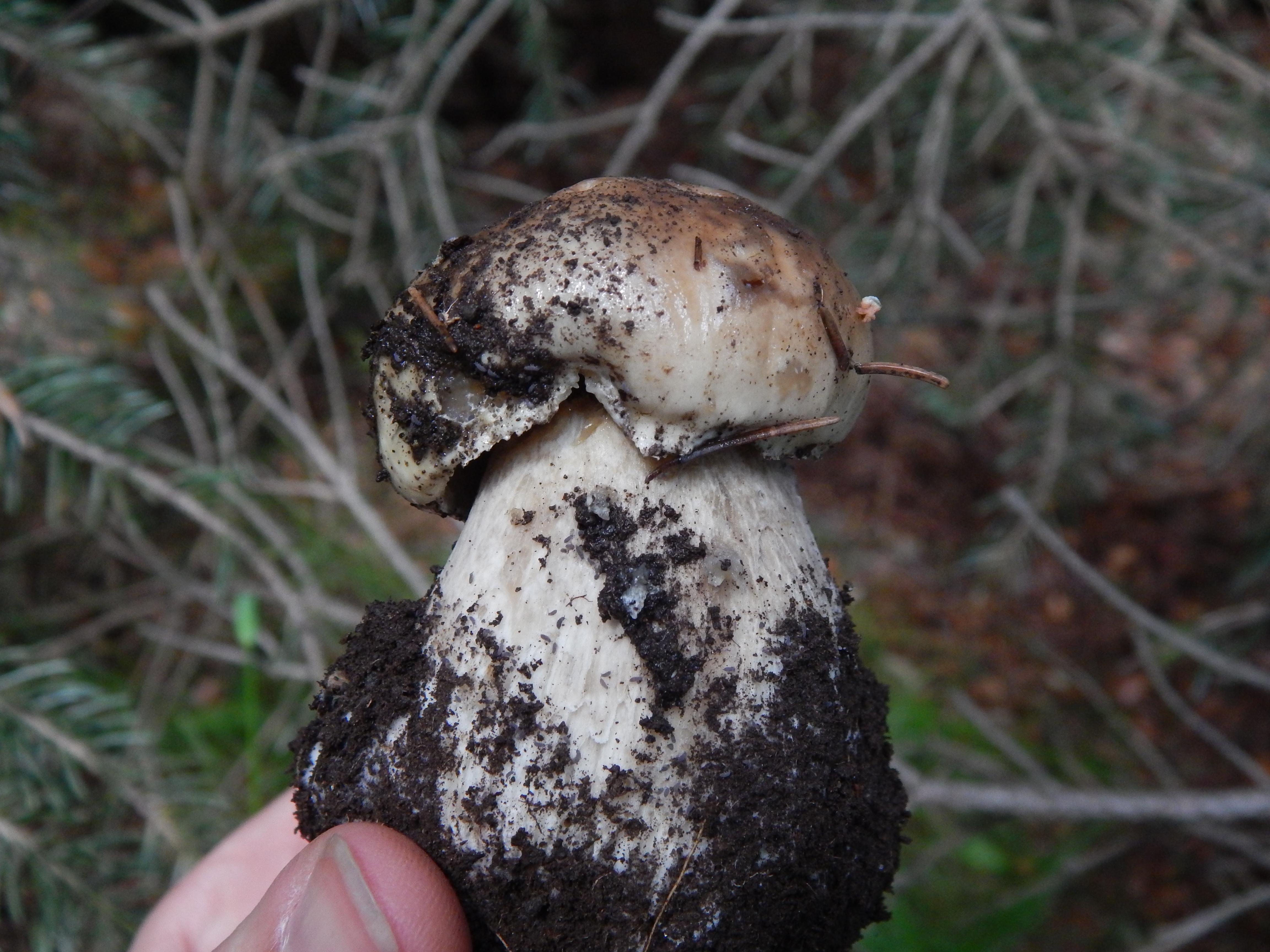
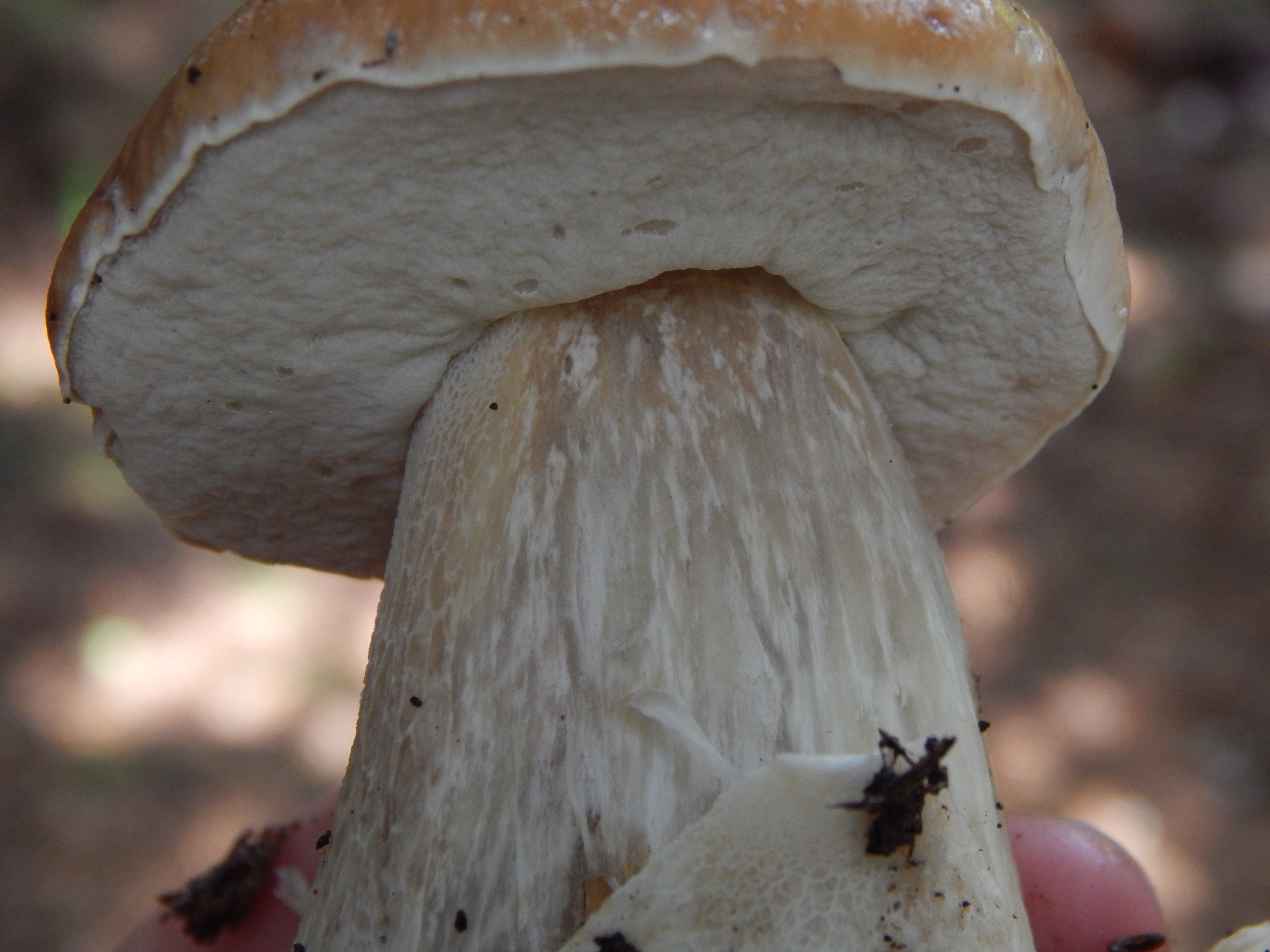
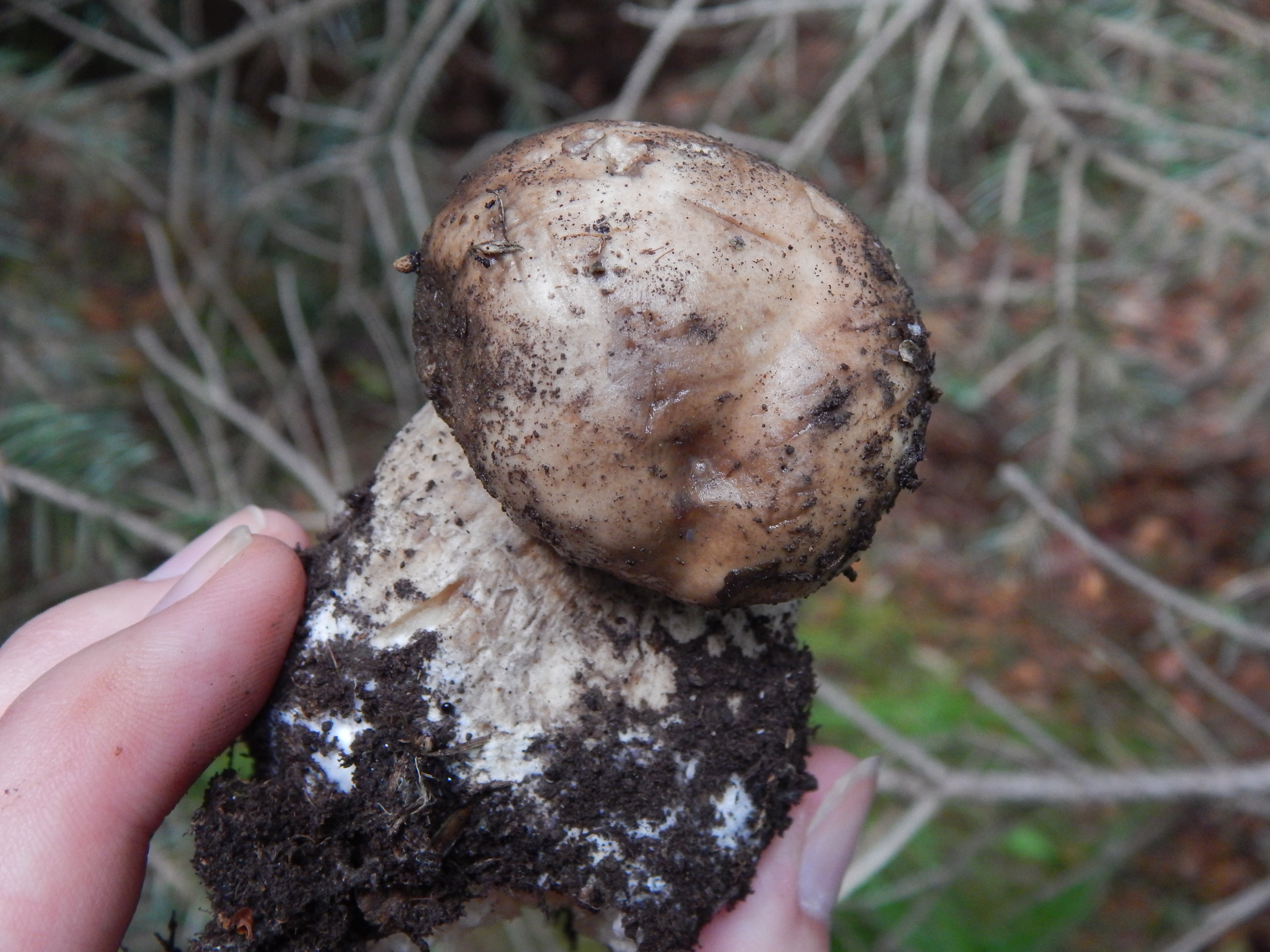
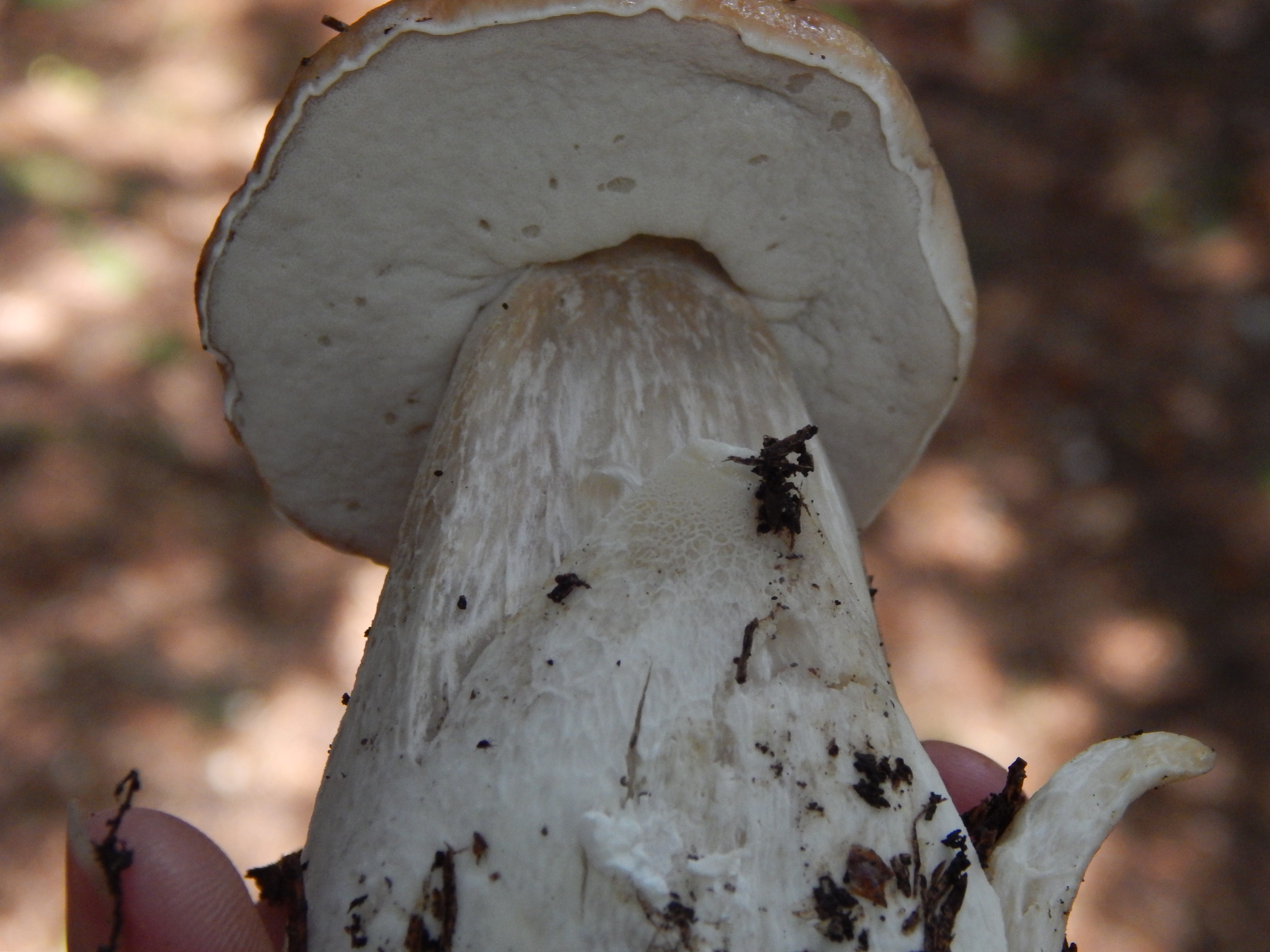
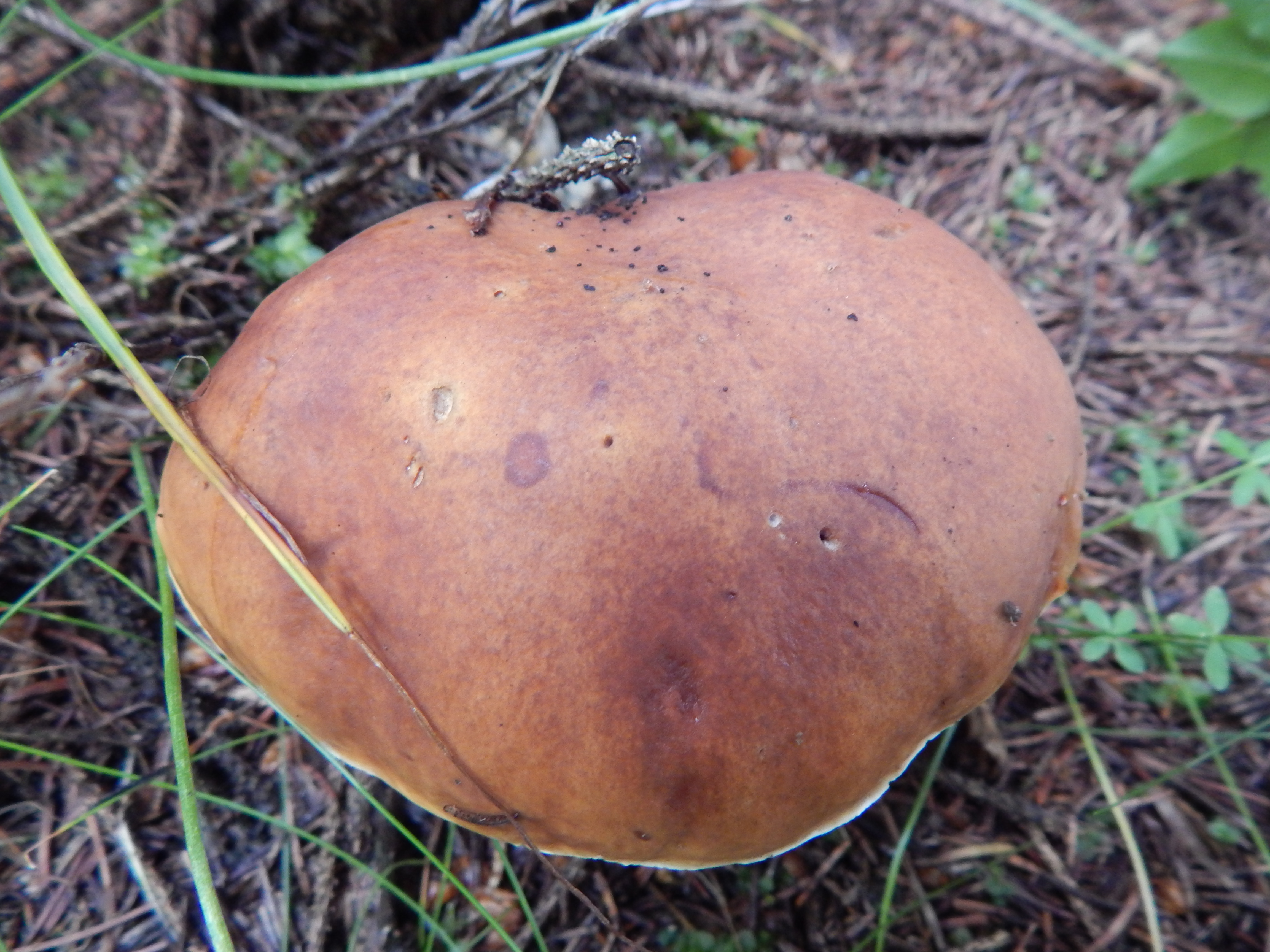
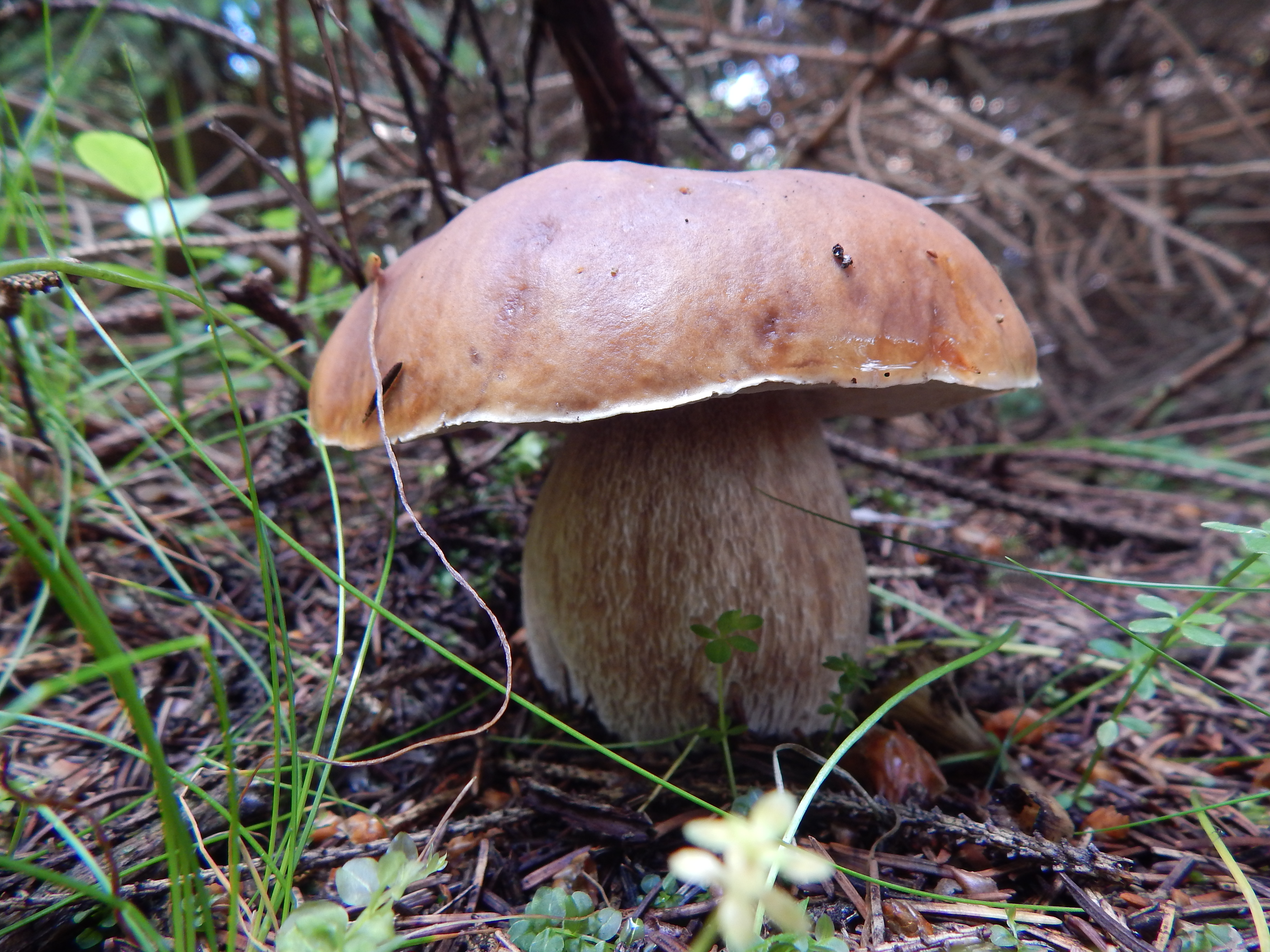